# Anthracotheriidae
Famille
Sous-familles de rang inférieur
- † Anthracotherium (genre type)
- † Heptacodon
- † Siamotherium

† Bothriodontinae
- † Aepinacondon
- † Afromeryx
- † Arretotherium
- † Brachyodus
- † Bothriogenys
- † Elomeryx
- † Hemimeryx
- † Kukusepasutanka
- † Libycosaurus
- † Merycopotamus
- † Sivameryx

Les Anthracotheriidae étaient une famille d'animaux fossiles cétartiodactyles apparentés aux hippopotames.

## Histoire
Le genre le plus ancien connu, Elomeryx, est apparu pour la première fois au Moyen-Éocène en Asie. Ils ont prospéré en Afrique et en Eurasie, avec quelques espèces finissant par pénétrer en Amérique du Nord au cours de l'Oligocène. Ils ont finalement disparu en Europe et en Afrique au cours du Miocène, probablement en raison d'une combinaison de changements climatiques et de la concurrence avec les vrais hippopotames. Le dernier genre, Merycopotamus, a disparu d'Asie au cours du Pliocène supérieur.
Cette famille doit son nom à la première découverte du genre, l'Anthracotherium, qui signifie « bête de charbon », car le premier de ces fossiles a été trouvé dans un gisement de charbon du Paléogène en France.
Un anthracothère standard devait ressembler à un hippopotame maigre, avec une tête relativement petite et étroite. Il avait quatre ou cinq orteils à chaque pied, des pieds larges adaptés à la marche sur la boue molle. Il avait un ensemble complet de dents qui, chez certaines espèces, étaient adaptées pour déterrer les racines de plantes aquatiques.
Des données récentes, acquises en comparant des séquençages de gènes suggère que les anthracothères, les ancêtres des hippopotames pourraient être proches des ancêtres des baleines,. Toutefois, le premier anthracothère connu n'apparaîtra qu'au Moyen-Éocène, bien après que les cétacés archaïques auront pris un mode de vie totalement aquatique.